# The Old Blue Mayor She Ain't What She Used to Be
«The Old Blue Mayor She Ain't What She Used to Be» (укр. «Стара синя мер не така, якою вона була раніше») — шоста серія двадцять дев'ятого сезону мультсеріалу «Сімпсони», прем'єра якої відбулась 12 листопада 2017 року у США на телеканалі «Fox».

## Сюжет
Трек старої Спрінґфілдської монорейки перетворюється в парк «Скай-Лайн». На офіційному відкритті мер Квімбі вмикає електрику, яка випадково активує монорейку поїзд і знищує дощатий настил, зривається і врізається в меморіальну статую Леонарда Німоя.
Під час міських зборів, присвячених катастрофі мер Квімбі відмахується від пропозицій Мардж сексистськими зауваженнями. Після цього, її сім'я підкидає їй ідею боротися проти нього у виборах мера Спрінґфілда. Після початкового спаду в опитуваннях громадської думки, в ході дебатів кандидатів Мардж обіцяє нарешті загасити палаюче звалище шин, що піднімає підтримку виборців і, в зрештою, вона виграє на виборах.
Однак, коли бульдозери приходять до звалища шин, Мардж відчуває симпатію до оператора сувенірної лавки звалища, який прикував себе до воріт в знак протесту. Через це, її звинувачують у порушенні її обіцянки. Пізніше, Мардж і її команда підтримки (що складається з Ліндсі Нейджл, професора Фрінка і Хуліо) повертаються з пропозиціями з продажу сувенірної лавки. Однак, Мардж випадково ображає невідступного власника, не знаючи, що він — ветеран війни у В'єтнамі, чий кращий друг помер, наступивши на протипіхотну міну. Це ще більше шкодить її підтримці.
Намагаючись повернути виборців, Мардж проводить пряму трансляцію з кухні будинку Сімпсонів, яка проглядається й оцінюється у прямому етері її командою підтримки і фокус-групою. Під час цього вона карає безглузді витівки Гомера, що змушує глядачів сміятися, і її рейтинг почав стрімко зростати. В результаті вона продовжує публічно робити Гомера об'єктом своїх жартів. За це Гомер отримує сендвіч, названий на його честь, і свою власну повітряну кулю на параді до Дня подяки, яка «пукає» конфетті.
Коли вона бачить, як Гомера перетворили на посміховисько, вона відвідує Квімбі у нього вдома, щоб запитати, чи можливо мати пристойне сімейне життя та водночас бути хорошим політичним лідером? Джо говорить їй, що це не так, і дякує їй за його повернення в сімейне життя.
При хрещенні чергової кришки люка каналізації Мардж порушує сценарій, який їй дає Ліндсі, і починає говорити про свою любов до Гомера. Натовп йде, бурмочучи від розчарування, що не почув жартів.
Вісім років по тому Мардж з Гомером проходить через бібліотеку, присвячену її політичній кар'єрі. Мардж пропонує пропустити наступний зал, але Гомер вказує, що їм потрібно пройти через нього, щоб дістатися до буфету. Коли вони проходять, з'ясовується, що вона була піддана імпічменту, а Квімбі був відновлений на посаду мера Спрінґфілда.

## Ставлення критиків і глядачів
Під час прем'єри серію переглянули 4,75 млн осіб з рейтингом 1.9, що зробило її найпопулярнішим шоу на каналі «Fox» тієї ночі.
Денніс Перкінс з «The A.V. Club» дав серії оцінку B, сказавши, що «„Сімпсони“ — це не цинічне шоу, оскільки воно протистоїть спокусі демонізувати чи піднімати громадянськість або патріотизм».
Згідно з голосуванням на сайті The NoHomers Club більшість фанатів оцінили серію на 3/5 із середньою оцінкою 2,77/5